# Dendropemon haitiensis
Dendropemon haitiensis là một loài thực vật có hoa trong họ Loranthaceae. Loài này được Urb. & Ekman mô tả khoa học đầu tiên năm 1930.